# Головний провулок (Київ)
Головни́й прову́лок — зниклий провулок, що існував у Дніпровському районі міста Києва, місцевість Воскресенська слобідка. Пролягав від Головної до Старосільської вулиці.
Прилучалася Троєщинська вулиця.

## Історія
Провулок виник у першій половині XX століття, ймовірно, під такою ж назвою. Ліквідований наприкінці 1970-х — на початку 1980-х років у зв'язку зі знесенням старої забудови Воскресенської слобідки та частковим переплануванням місцевості.